# Diagrama de Eadie-Hofstee

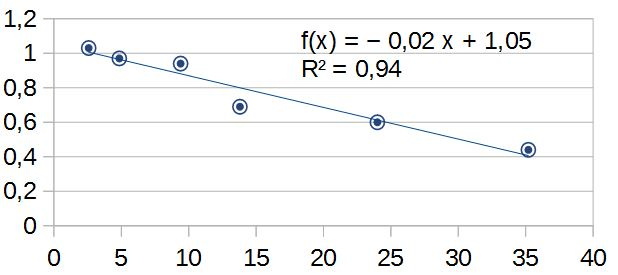
Un diagrama de Eadie Hofstee para una reacción con ureasa.

El  diagrama de Eadie-Hofstee, también llamado de  Woolf-Eadie-Augustinsson-Hofstee o de Eadie-Augustinsson, es una representación gráfica de la función matemática utilizada en bioquímica en el estudio de la cinética de las reacciones enzimáticas, por la que se relaciona la velocidad de una reacción con la concentración del sustrato:
{\displaystyle v=-K_{m}{v \over [S]}+v_{max}}
donde 'v' representa la velocidad de la reacción, 'Km' es la constante de Michaelis-Menten, [S] es la concentración del sustrato y 'vmax' es el máximo de la velocidad de la reacción. 
El diagrama puede deducirse de la ecuación de Michaelis-Menten como sigue:
{\displaystyle v={{v_{max}[S]} \over {K_{m}+[S]}}}
si se invierte y multiplica por {\displaystyle v_{max}}, se obtiene:
{\displaystyle {v_{max} \over v}={{v_{max}(K_{m}+[S])} \over {v_{max}[S]}}={{K_{m}+[S]} \over {[S]}}}
que reordenando:
{\displaystyle v_{max}={{{vK_{m}} \over {[S]}}+{{v[S]} \over {[S]}}}={{vK_{m}} \over {[S]}}+v}
al aislar v se obtiene:
{\displaystyle v=-K_{m}{v \over {[S]}}+v_{max}}

De manera similar a otras técnicas que linealizan la ecuación de Michaelis-Menten, el diagrama de Eadie-Hofstee permite visualizar rápidamente los parámetros cinéticos importantes como Km y vmax, pero está menos afectado por el margen de error que el diagrama de Lineweaver-Burk, debido a que asigna el mismo peso a todos los puntos para cualquier concentración del sustrato o velocidad de reacción.
Una de las consecuencias del planteamiento de Eadie-Hofstee es que las variables en la ordenada y en la abscisa no son independientes, sino que ambas dependen de la velocidad de reacción. En consecuencia, cualquier error experimental se manifiesta en ambos ejes. 